# El Greco en Toledo (film 1959)
El Greco en Toledo è un documentario cortometraggio del 1959 diretto da Pío Caro Baroja e basato sulla vita del pittore greco El Greco.